# 62ª edizione dei Directors Guild of America Award
La 62ª edizione dei Directors Guild of America Award, presentata da Carl Reiner, si è tenuta il 30 gennaio 2010 all'Hyatt Regency Century Plaza di Los Angeles. Le nomination per il cinema sono state annunciate il 7 gennaio, quelle per la televisione e la pubblicità sono state annunciate l'8 gennaio, mentre quelle per i documentari il 12 gennaio 2010.

## Cinema

### Film
- Kathryn Bigelow – The Hurt Locker
- James Cameron – Avatar
- Lee Daniels – Precious
- Jason Reitman – Tra le nuvole (Up in the Air)
- Quentin Tarantino – Bastardi senza gloria (Inglourious Basterds)

### Documentari
- Louie Psihoyos – The Cove - La baia dove muoiono i delfini (The Cove)
- Sacha Gervasi – Anvil! The Story of Anvil
- Mai Iskander – Garbage Dreams
- Robert Kenner – Food, Inc.
- Geoffrey Smith – The English Surgeon
- Agnès Varda – Les Plages d'Agnès

## Televisione

### Serie drammatiche
- Lesli Linka Glatter – Mad Men per l'episodio I soci inglesi (Guy Walks into an Advertising Agency)
- Paris Barclay – In Treatment per l'episodio Gina - Quarta settimana (Gina: Week Four)
- Jack Bender – Lost per l'episodio L'incidente (The Incident)
- Jennifer Getzinger – Mad Men per l'episodio La zingara e il vagabondo (The Gypsy and the Hobo)
- Matthew Weiner – Mad Men per l'episodio Chiudi la porta e siediti (Shut the Door. Have a Seat)

### Serie commedia
- Jason Winer – Modern Family per l'episodio La nostra famiglia (Pilot)
- Paris Barclay – Glee per l'episodio Musica su 2 ruote (Wheels)
- Larry Charles – Curb Your Enthusiasm per l'episodio The Table Read
- Ryan Murphy – Glee per l'episodio Voci fuori dal coro (Pilot)
- Jeff Schaffer – Curb Your Enthusiasm per l'episodio Seinfeld

### Miniserie e film tv
- Ross Katz – Taking Chance - Il ritorno di un eroe (Taking Chance)
- Bob Balaban – Georgia O'Keeffe
- Thomas Carter – Gifted Hands - Il dono (Gifted Hands: The Ben Carson Story)
- John Kent Harrison – Il coraggio di Irena Sendler (The Courageous Heart of Irena Sendler)
- Michael Sucsy – Grey Gardens - Dive per sempre (Grey Gardens)

### Soap opera
- Christopher Goutman – Così gira il mondo (As The World Turns) per la puntata Once Upon a Time
- Casey Childs – La valle dei pini (All My Children) per la puntata Bianca and Reese Get Married
- Dean LaMont – Febbre d'amore (The Young and the Restless) per la puntata Billy's New Year's Eve Revelation
- William Ludel – General Hospital per la puntata Macho Men
- Sally McDonald – Febbre d'amore (The Young and the Restless) per la puntata Six Minutes and Counting
- Cynthia J. Popp – Beautiful (The Bold and the Beautiful) per la puntata Fashion Challenge Sabotage

### Varietà musicali
- Don Mischer – We Are One: The Obama Inaugural Celebration at the Lincoln Memorial
- Joel Gallen – The 25th Anniversary Rock and Roll Hall of Fame Concert
- Roger Goodman – 81ª edizione dei Premi Oscar
- Louis J. Horvitz – Kennedy Center Honors
- Don Roy King – Saturday Night Live per la puntata dell 9 maggio 2009 presentata da Justin Timberlake

### Reality/competition show
- Craig Borders – Megacostruzioni (Extreme Engineering) per la puntata del 27 aprile 2009 Il ponte di Hong Kong (Hong Kong Bridge)
- Sueann Fincke – Dog Whisperer - Uno psicologo da cani (Dog Whisperer with Cesar Millan) per la puntata dell'8 maggio 2009 Inside Puppy Mills
- Eytan Keller – The Next Iron Chef per la puntata del 4 ottobre 2009 Memory and Fearlessness
- Zach Merck – 6 Beers of Separation
- Bertram Van Munster – The Amazing Race per la puntata del 15 febbraio 2009 Don't Let a Cheese Hit Me

### Programmi per bambini
- Allison Liddi-Brown – Programma protezione principesse (PPP - Princess Protection Program)
- Martha Coolidge – Chrissa - Che fatica la scuola (An american girl: Chrissa stand strong)
- Fred Savage – Zeke e Luther (Zeke and Luther) per l'episodio È arrivata la fama (Pilot)
- Amy Schatz – Hard Times for an American Girl: The Great Depression
- Andy Wolk – Lincoln Heights - Ritorno a casa (Lincoln Heights) per l'episodio Piccole donne crescono (Time to Let Go)

## Pubblicità
- Tom Kuntz – spot per Cadbury (Eyebrows), Old Spice (Scents For Gents), Skittles (Tailor), CareerBuilder (Tips)
- Joaquin Baca-Asay – spot per CSX Corporation (Breathe), Bank of America (Doors), LensCrafters (See What You Love), Volvo (Switch)
- Garth Davis – spot per U.S. Cellular (Shadow Puppets)
- Craig Gillespie – spot per Cars.com (David Abernathy), Guinness (Slide), Orbit (Dusty)
- Chris Palmer – spot per Budweiser (Lyric), J2O (Riviera Truckstop (Garage Playboy); A Horse Called Cynthia (Cowboy - Mr. Darcy))

## Premi speciali

### Premio alla carriera – Cinema
- Norman Jewison

### Premio alla carriera – News
- Roger Goodman

### Premio Frank Capra
- Cleve Landsberg

### Premio Franklin J. Schaffner
- Maria Jimenez Henley

### Premio per il membro onorario
- Bob Iger
- Barry Meyer